# 承坪乡
承坪乡，是中华人民共和国湖南省郴州市安仁县下辖的一个乡镇级行政单位。

## 行政区划
承坪乡下辖以下地区：
山下村、乐江村、凡古村、新坪村、榴霞村、黄甲村、河西村、河东村和岩岭村。